# United Airlines Tournament of Champions 1981
United Airlines Tournament of Champions 1981 — жіночий тенісний турнір, що проходив на відкритих кортах з твердим покриттям Grenelefe Golf & Tennis Resort у Гейнс-Сіті (США). Належав до турнірів 7-ї категорії циклу Toyota International Series в рамках Туру WTA 1981. Турнір відбувся вдруге і тривав з 28 квітня до 3 травня 1981 року. Перша сіяна Мартіна Навратілова виграла свій другий підряд титул на цьому турнірі й отримала за це 50 тис. доларів США.

## Фінальна частина

### Одиночний розряд
Мартіна Навратілова —  Пем Кеселі 6–2, 6–2
- Для Навратілової це був 6-й титул в одиночному розряді за сезон і 51-й — за кар'єру.

### Парний розряд
Мартіна Навратілова /  Пем Шрайвер —  Розмарі Казалс /  Венді Тернбулл 6–2, 6–1

## Розподіл призових грошей
| Дисципліна       | П       | F       | 3-тє    | 4-те    | ЧФ     | 1/8    | 1/16   |
| Одиночний розряд | $50,000 | $26,000 | $15,000 | $11,000 | $6,400 | $3,200 | $1,800 |

## Нотатки
1. ↑  Турніри з призовим фондом принаймні 200 тис. доларів